# E venne il giorno
E venne il giorno (The Happening) è un film del 2008, scritto e diretto da M. Night Shyamalan.
Il film è uscito nelle sale italiane, come negli Stati Uniti, venerdì 13 giugno 2008.

## Trama
New York City (New York), 8:33. Dopo essersi bloccate di colpo per poi camminare all'indietro, le persone cadono in stato confusionale e, a una a una, si tolgono inspiegabilmente la vita. 
Philadelphia, (Pennsylvania), 9:45. Saputo che lo strano fenomeno si sta espandendo in tutto il Nordest, l’insegnante di liceo di scienze Elliot Moore e sua moglie Alma, nonché l'amico Julian e sua figlia Jess, insieme a centinaia di altre persone decidono di lasciare la città e prendere un treno per Harrisburg ma, a metà viaggio, il treno è costretto a fermarsi nella stazione di un paesino di campagna. 
Presa coscienza della gravità della situazione, Julian decide di raggiungere la moglie a Princeton affidando Jess ad Elliot e Alma, i quali, invece, accettano un passaggio da una coppia di vivaisti del luogo che ipotizzano che tutto ciò sia causato da una neurotossina prodotta dalle piante, in reazione a qualcosa che le minaccia.
Mentre Julian, raggiunta Princeton, si suicida, Elliot, Alma, Jess e i due vivaisti si fermano a un incrocio dove, da tutte le direzioni, vedono fuggire dal contagio le persone, capendo di essere accerchiati; è così che il gruppo formatosi, decide di dividersi in due gruppi, uno piccolo e uno più grande, e proseguire a piedi verso i campi. Ben presto però il gruppo più grande viene raggiunto dal contagio e, uno alla volta, tutti si tolgono la vita così Elliot, che fa parte del secondo gruppo, ipotizzando che troppi umani insieme spaventino le piante innescando la tossina, propone di sparpagliarsi. 
Elliot, Alma e Jess corrono insieme a due ragazzini verso una casa dove, però, incontrano l'ostilità del proprietario che, sentendosi minacciato dai modi arroganti di uno dei due adolescenti, spara e uccide entrambi. Rimasti soli, Elliot, Alma e Jess, riprendono a muoversi e trovano un'altra casa dove l'anziana padrona, non avendo alcun contatto con il mondo esterno, offre loro un pasto e rifugio per la notte. 
Quando però, il giorno dopo, la donna esce di casa da sola e si toglie la vita, Elliot, capito che la fine è vicina esce anche lui per raggiungere Alma e Jess che si sono rifugiate in un capanno poco distante e le due fanno altrettanto.
Contea di Arundell (Maryland), 9:58. Come pronosticato da un esperto, l'effetto delle tossine finisce, risparmiando Elliot, Alma e Jess.
Tre mesi dopo. Mentre la vita è tornata alla normalità, Jess è amorevolmente curata da Elliot e Alma che aspetta un bambino, uno scienziato ipotizza che quanto accaduto sia stato solo un avvertimento della natura contro l'uomo, giudicato da questa una minaccia.
Giardino delle Tuileries, Parigi, (Francia). Dopo essersi bloccate di colpo per poi camminare all'indietro, le persone cadono in stato confusionale.

## Produzione

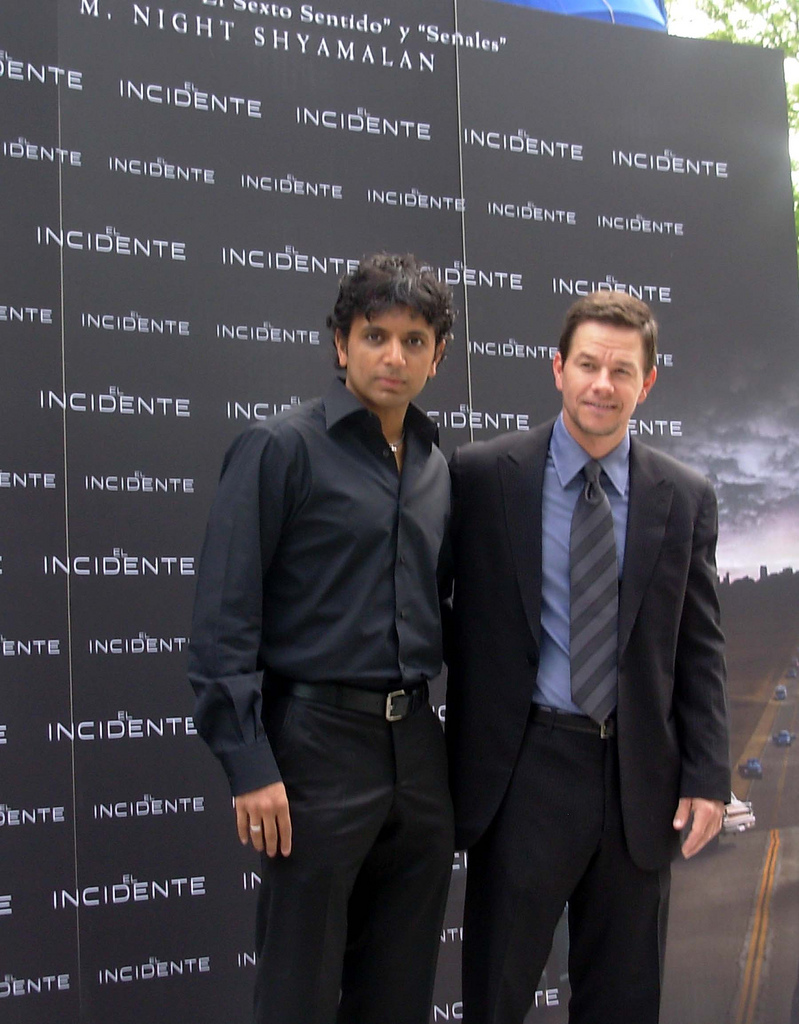
M. Night Shyamalan e Mark Wahlberg all'anteprima spagnola del film.

Nel gennaio del 2007, Shyamalan accantonò il progetto dell'adattamento cinematografico in live action di Avatar - La leggenda di Aang, e scrisse una sceneggiatura intitolata The Green Effect. Girò vari Studios per proporre il suo progetto, ma dopo il mezzo flop di Lady in the Water gli Studios si dimostrarono poco interessati alla realizzazione del film. Shyamalan tornò a Filadelfia per riscrivere in parte la sceneggiatura e in seguito la 20th Century Fox credette al progetto, reintitolato The Happening.

## Distribuzione
Il film è stato distribuito nei cinema statunitensi dal 13 giugno 2008.

## Accoglienza

### Incassi
La pellicola ha guadagnato negli USA 64506874 $, mentre in Italia ha totalizzato 2441000 €. In tutto il mondo, ha guadagnato 163403799 $.

### Critica
Il film è stato accolto molto negativamente dalla critica. Il sito aggregatore di recensioni Rotten Tomatoes riporta che solo il 18% delle 176 recensioni professionali ha dato un giudizio positivo, con un voto medio di 4 su 10. Il consenso critico del sito recita: "E venne il giorno inizia con una promessa, ma sfortunatamente scende a una sciocchezza incoerente e poco convincente." Su Metacritic il film detiene un punteggio di 34 su 100 basato sul parere di 38 critici.
Ai Razzie Awards 2008 il film ha inoltre ricevuto le seguenti candidature:
- - Nomination - Peggior film
  - Nomination - Peggiore attore protagonista per Mark Wahlberg
  - Nomination - Peggior regista di M. Night Shyamalan
  - Nomination - Peggior sceneggiatura di M. Night Shyamalan